# Vadim Abdrashitov
Vadim Yusupovich Abdrashitov (19 de janeiro de 1945 - 12 de fevereiro de 2023) foi um diretor de cinema russo.